# Hakaze
L'Hakaze (羽風? lett. "Vento tra le fronde") è stato un cacciatorpediniere della Marina imperiale giapponese, sesta unità appartenente alla classe Minekaze. Fu varato nel giugno 1920 dal cantiere navale di Nagasaki.
Servì in prima linea nel corso degli anni venti e dei primi anni trenta, poi fu assegnato alla 34ª Divisione cacciatorpediniere di stanza a Saigon. Nei primi mesi di ostilità fu impegnato in operazioni di trasporto di materiale aeronautico o a condurre pattugliamenti; nella tarda primavera del 1942 fu inviato a Rabaul e fu marginalmente coinvolto nella battaglia del Mar dei Coralli prima di essere richiamato in Giappone. Modificato nell'estate 1942, fu assegnato di nuovo a Rabaul e operò nel difficile teatro delle isole Salomone, sempre adempiendo a missioni di trasporto, vigilanza e scorta. Il 23 gennaio 1943, appena uscito dalla rada di Kavieng, fu silurato dal sommergibile USS Guardfish ma affondò con poche vittime tra l'equipaggio.

## Servizio operativo

### Costruzione
Il cacciatorpediniere Hakaze fu ordinato nell'anno fiscale edito dal governo nipponico nel 1917. La sua chiglia fu impostata nel cantiere navale di Nagasaki, gestito dalla Mitsubishi, l'11 novembre 1918 e il varo avvenne il 21 giugno 1920; fu completato il 16 settembre dello stesso anno. Fino ai primi anni trenta operò nelle divisioni cacciatorpediniere, quando fu rimpiazzato dai più recenti esemplari classe Fubuki.

### 1941-1942
Al 7 dicembre 1941, giorno dell'attacco di Pearl Harbor, l'Hakaze era al comando del capitano di corvetta Nisaburō Maekawa e apparteneva alla 34ª Divisione cacciatorpediniere assieme ai gemelli Akikaze e Tachikaze; il reparto era di stanza a Capo Saint Jacques, fuori Saigon, alle dipendenze dell'11ª Flotta aerea (viceammiraglio Nishizō Tsukahara) e, più precisamente, si trovava a supporto alla 22ª Flottiglia aerea. Tra il 21 dicembre e il 19 gennaio 1942 rimase impegnato nel trasferimento di materiale avio dall'Indocina alle nuove basi allestite a Miri a Kuching, nel Borneo britannico, poi dal 20 al 30 passò a rifornire Kota Bharu, dove infine rimase ormeggiato due giorni. Il 1º febbraio salpò e sino al 20 del mese rimase impegnato in intensive crociere di trasporto tra Kuching, le isole Anambas e Bangka in appoggio logistico all'invasione di Palembang. Dal 21 operò invece dalla rada di Muntok, a Bangka, in compiti di pattugliamento e scorta. Il 5 marzo l'Hakaze partì alla volta di Bangkok, che raggiunse il 9 e dalla quale continuò per due settimane a condurre perlustrazioni e difesa del traffico navale; dal 25 marzo, infine, espletò tali incarichi facendo base a Singapore. Il 18 aprile salpò di scorta a un convoglio che arrivò indenne a Rabaul il 30: durante il viaggio fu fatta tappa alle isole Palau (20 aprile), dove il comandante Maekawa fu rimpiazzato dal capitano di corvetta Masanori Kashima. Dal 5 al 9 maggio lo Hakaze rimase al largo di Rabaul in appoggio all'operazione Mo, sventata dagli Alleati nella battaglia del Mar dei Coralli (4-8 maggio); quindi il 12 salpò con destinazione l'arsenale di Maizuru, toccato il 23 dopo una fermata alle Palau.
Nonostante non fosse direttamente coinvolto negli scontri navali principali della battaglia, l'Hakaze supportò il trasporto di personale militare e materiale aereo destinato alle unità nipponiche impegnate nell'area. Nel corso del raddobbo l'Hakaze fu riequipaggiato in accordo al suo ruolo di cacciatorpediniere di scorta: perse i cannoni numero 2 e 3, i tubi lanciasiluri a mezzanave, le mitragliatrici leggere, l'apparato sminatore e aggiunse cinque impianti binati di cannoni contraerei Type 96 da 25 mm L/60; a poppa furono sistemati quattro lanciatori di bombe di profondità con complessivi trentasei ordigni. Il dislocamento aumentò un poco e la velocità massima calò a 35 nodi.
Tornato in servizio, l'Hakaze fu assegnato alla difesa delle rotte tra Saipan e il Giappone sino al 21 luglio, quando si fermò all'isola; ne ripartì il 25 per una missione di difesa a un convoglio, destinato a Hahajima, e il 2 agosto rientrò a Saipan. Il giorno dopo difese un altro convoglio diretto a Rabaul e, dall'8, fu assegnato a servizi di pattugliamento e scorta attorno alla base; dal 26 agosto al 4 settembre estese le sue attività di difesa e ricognizione a Buin e alle isole Shortland. Rientrato a Rabaul, il 16 andò incontro alla portaerei di scorta Taiyo che stava recando velivoli alla base; quindi dal 18 settembre riprese i pattugliamenti al largo della piazzaforte, nonché di Kavieng e delle Shortland. Il 2 ottobre salpò da Rabaul carico di materiali aeronautici e toccò l'atollo di Jaluit (isole Marshall) prima di fermarsi il 10 alle Shortland. Da qui condusse, il 13 ottobre, una missione di trasporto a Rekata, postazione avanzata giapponese sulla costa settentrionale di Santa Isabel, poi tra il 23 e il 27 rimase a fianco di un convoglio diretto a Guadalcanal per rafforzare la 17ª Armata in vista dell'offensiva all'aeroporto. Tornato indenne alle Shortland, l'Hakaze contribuì il 13 novembre a sbarcare le prime truppe a Munda (Nuova Georgia sud-occidentale), sito ideale per erigervi una base aerea: completò dunque altre quattro traversate per Munda, due (17 e 22 novembre) per recapitarvi equipaggiamenti e materiali e due (24 e 27 novembre) di scorta a convogli. A partire dal 29 novembre intraprese un ciclo di pattugliamenti e difesa del traffico dapprima nell'arcipelago, poi da Buka, da Rabaul e infine da Kavieng.

### 1943: l'affondamento
L'Hakaze completò la serie di ricognizioni e scorte il 20 gennaio 1943. Tre giorni più tardi salpò da Kavieng per proteggere la nave appoggio idrovolanti Akitsushima; il viaggio era da poco iniziato quando il sommergibile USS Guardfish localizzò le due unità nipponiche e lanciò alcuni siluri. Uno raggiunse l'Hakaze, che si fermò e colò a picco ad appena 15 miglia a sud-sud-ovest di Kavieng (2°47′S 150°38′E): l'equipaggio si salvò in gran parte (si ebbero solo tredici morti su 137 effettivi) compreso il comandante. L'attacco fu sferrato dal sommergibile statunitense USS Guardfish (SS-217), che era in missione di pattugliamento nelle acque circostanti. Il sommergibile, parte della campagna statunitense contro le navi da guerra giapponesi nelle isole Salomone, era già responsabile di numerosi attacchi a navi imperiali.

Il 1º marzo 1943 lo Hakaze fu eliminato dai registri del naviglio in servizio.